# Lieve Christiaens
Lieve Christiaens (Wingene, 22 september 1950) is een Nederlandse gynaecologe en wetenschapper die zich heeft ingezet voor prenataal onderzoek.

## Biografie
Christiaens werd geboren in Wingene in België als de dochter van een huisarts. Zij studeerde algemene geneeskunde aan de Katholieke Universiteit Leuven en studeerde in 1975 af als arts. In datzelfde jaar verhuisde zij naar Nederland en vestigde zich in Utrecht om zich aldaar te specialiseren in de gynaecologie. Zij studeerde onder andere bij Prof. Arie Haspels, hoogleraar verloskunde en gynaecologie, en promoveerde in 1981 met het proefschrift Menstrual haemostasis with and without intra-uterine device, handelend over het spiraaltje (anticonceptie).
Christiaens heeft haar hele loopbaan gewerkt voor het UMC Utrecht. Daarenboven zette zij zich in voor het verbeteren van het onderwijs aan studenten geneeskunde. Buiten het UMC Utrecht was zij lid van de Gezondheidsraad en adviseerde zij tientallen jaren de Nederlandse overheid in commissies van de Gezondheidsraad, het Rijksinstituut voor Volksgezondheid en Milieu (RIVM) en de ministeries van VWS, Justitie en Landbouw. Zij was ook actief in de Commissie Cursorisch Onderwijs van de Nederlandse Vereniging voor Obstetrie en Gynaecologie.  Deze commissie verzorgt onderwijs voor assistenten in opleiding. 
Na een loopbaan van 33 jaar als gynaecologe werkte zij nog 6 jaar als Associate Medical Director bij Illumina (onderneming in de VS) en was zij  editor van een academisch werk over celvrij DNA in bloed van zwangere vrouwen.

## Maatschappelijke erkenning
- In 2005 werd haar de Corrie Hermannprijs toegekend.[9]
- Op 17 december 2015 werd zij voor haar werk ter bevordering van de verloskunde, in het bijzonder de prenatale diagnostiek, benoemd tot Officier in de Orde van Oranje Nassau.[10]